# Russische Badmintonföderationsmeisterschaft 2011
Die Russische Badmintonföderationsmeisterschaft 2011 wurde vom 4. bis zum 6. Oktober 2011 im Sportpalast Borisoglebsky in Ramenskoje ausgetragen. Sieger wurde das Team aus der Region Primorje.

## Endstand
- 1. Region Primorje
- 2. Moskau
- 3. Oblast Nischni Nowgorod
- 4. Oblast Moskau
- 5. Oblast Saratow
- 6. Tatarstan
- 7. Oblast Samara